# 北海道道855号六志内西雄信内線
北海道道855号六志内西雄信内線（ほっかいどうどう855ごう ろくしないにしおのぶないせん）は、北海道天塩郡天塩町内を結ぶ一般道道（北海道道）である。

## 概要

### 路線データ
- 起点：北海道天塩郡天塩町ルークシュナイ（北海道道551号円山天塩停車場線交点）
- 終点：北海道天塩郡天塩町オヌプナイ（北海道道256号豊富遠別線交点）
- 総延長：9.968 km
- 実延長：9.941 km
- 重用延長：0.027 km

### 道路管理者
- 留萌振興局 留萌建設管理部 遠別出張所

## 歴史
- 1975年（昭和50年）3月31日 - 路線認定[2]。

この路線の前身は、旧国道40号の一部区間が移管されたものである。

## 路線状況

### 道路施設

#### 主な橋梁
- 六志内橋（39 m、谷、天塩町オヌプナイ）

#### 常設型ゲート
- 六志内ゲート（天塩町字川口1708-4）
- ゲート（天塩町字オヌプナイ4441-1、西雄信内会館付近）

## 地理

### 通過する自治体
- 留萌振興局
  - 天塩郡天塩町

### 交差する道路
天塩町
- 北海道道551号円山天塩停車場線 - ルークシュナイ（起点）
- 北海道道256号豊富遠別線 - オヌプナイ（終点）